# Салфар-Рок (Арканзас)
Салфар-Рок (англ. Sulphur Rock) — місто (англ. town) в США, в окрузі Індепенденс штату Арканзас. Населення — 609 осіб (2020).

## Географія
Салфар-Рок розташований на висоті 99 метрів над рівнем моря за координатами 35°45′6″ пн. ш. 91°30′0″ зх. д. / 35.75167° пн. ш. 91.50000° зх. д. (35.751623, -91.500105).  За даними Бюро перепису населення США в 2010 році місто мало площу 3,30 км², уся площа — суходіл.

## Демографія
Згідно з переписом 2010 року, у місті мешкало 456 осіб у 193 домогосподарствах у складі 120 родин. Густота населення становила 138 осіб/км².  Було 220 помешкань (67/км²). 
Расовий склад населення:
| - 95,8 % — білих - 1,8 % — чорних або афроамериканців - 0,7 % — корінних американців |

До двох чи більше рас належало 1,8 %. Іспаномовні складали 0,4 % від усіх жителів.
За віковим діапазоном населення розподілялося таким чином: 25,0 % — особи молодші 18 років, 60,1 % — особи у віці 18—64 років, 14,9 % — особи у віці 65 років та старші. Медіана віку мешканця становила 38,8 року. На 100 осіб жіночої статі у місті припадало 91,6 чоловіків;  на 100 жінок у віці від 18 років та старших — 86,9 чоловіків також старших 18 років.
Середній дохід на одне домашнє господарство  становив 33 041 долар США (медіана — 25 114), а середній дохід на одну сім'ю — 38 747 доларів (медіана — 31 429). За межею бідності перебувало 32,5 % осіб, у тому числі 35,5 % дітей у віці до 18 років та 18,2 % осіб у віці 65 років та старших.
Цивільне працевлаштоване населення становило 193 особи. Основні галузі зайнятості: виробництво — 21,8 %, освіта, охорона здоров'я та соціальна допомога — 19,7 %, публічна адміністрація — 16,6 %.
За даними перепису населення 2000 року в Салфар-Році проживала 421 особа, 113 сімей, налічувалося 169 домашніх господарств і 178 житлових будинків. Середня густота населення становила близько 127,6 осіб на один квадратний кілометр. Расовий склад Салфар-Рока за даними перепису розподілився таким чином: 97,39 % білих, 2,61 % — представників змішаних рас. Іспаномовні склали 2,14 % від усіх жителів містечка.
З 169 домашніх господарств в 28,4 % — виховували дітей віком до 18 років, 56,8 % представляли собою подружні пари, які спільно проживали, в 8,3 % сімей жінки проживали без чоловіків, 33,1 % не мали сімей. 29,6 % від загального числа сімей на момент перепису жили самостійно, при цьому 21,3 % склали самотні літні люди у віці 65 років та старше. Середній розмір домашнього господарства склав 2,49 особи, а середній розмір родини — 3,09 особи.
Населення містечка за віковим діапазоном за даними перепису 2000 року розподілилося таким чином: 25,9 % — жителі молодше 18 років, 9,3 % — між 18 і 24 роками, 24,5 % — від 25 до 44 років, 23,8 % — від 45 до 64 років і 16,6 % — у віці 65 років та старше. Середній вік мешканця склав 38 років. на кожні 100 жінок в Салфар-Році припадало 95,8 чоловіків, у віці від 18 років та старше — 91,4 чоловіків також старше 18 років.
Середній дохід на одне домашнє господарство в містечкі склав 30 000 доларів США, а середній дохід на одну сім'ю — 37 375 доларів. При цьому чоловіки мали середній дохід в 25 417 доларів США на рік проти 17 426 доларів середньорічного доходу у жінок. Дохід на душу населення в містечкі склав 13 309 доларів на рік. 6,3 % від усього числа сімей в окрузі і 10,6 % від усієї чисельності населення перебувало на момент перепису населення за межею бідності, при цьому 9,6 % з них були молодше 18 років і 31,3 % — у віці 65 років та старше.